# Nicholas Lens
Nicholas Lens Noorenbergh (* 14. November 1957 in Ypern) ist ein belgischer Komponist zeitgenössischer Musik. Er ist besonders bekannt für seine Opern.

## Leben und Werk
Sein Werk wird von Schott Music International (Mainz/New York) und Mute Song (London) veröffentlicht und von Sony BMG International vertrieben.
Lens lebt abwechselnd in Brüssel und Venedig.
Zu seinen bedeutendsten Werken gehören
- Shell Shock, Opera von Nicholas Lens mit einem Libretto von Nick Cave, Weltpremiere  am 24. Oktober 2014 im Königlichen Opernhaus La Monnaie[4][5][6][7]
- Slow Man,[8][9] Opera von Nicholas Lens mit einem Libretto von John M. Coetzee basierend auf dem Roman Slow Man,[10] Weltpremiere  am 5. Juli 2012 in der Malta Festival, Grand Theatre, Poznań[11][12][13][14][15][16][17]
- Die Trilogie The Accacha Chronicles (Gesamtspieldauer etwa 3 Stunden, 40 Minuten), die seiner Großtante Simona Noorenbergh gewidmet ist,[18] besteht aus folgenden Teilen:
  1. Teil I: Flamma Flamma – The Fire Requiem (veröffentlicht 1994)
  2. Teil II: Terra Terra – The Aquarius Era (veröffentlicht 1999)
  3. Teil III: Amor Aeternus – Hymns of Love (endgültiger Titel der CD; veröffentlicht 2005)

Zum Begriff Accacha Chronicles siehe auch Akasha-Chronik
Die Veröffentlichung des ersten Teiles Flamma Flamma – The Fire Requiem im Jahr 1994 war der internationale Durchbruch für Nicholas Lens. Zurzeit wird er bei Schott Music/Mainz verlegt.